# الوری (تگزاس)
الوری (به انگلیسی: Elroy) یک منطقهٔ مسکونی در ایالات متحده آمریکا است که در شهرستان تراویس، تگزاس واقع شده‌است.